# Arroios (stație de metrou din Lisabona)
Arroios este o stație închisă temporar de pe Linia verde a metroului din Lisabona. Stația este situată sub Bulevardul Almirante Reis, în freguesia Arroios, la intersecția cu strada Rua José Falcão. 
Stația Arroios permite un acces facil către Piața Chile.

## Istoric
Stația a fost inaugurată pe 18 iunie 1972, în același timp cu Alvalade, Roma, Areeiro și Alameda, odată cu prelungirea Liniei verzi până în parohia Alvalade. Proiectul original îi aparține arhitectului Dinis Gomes, iar lucrările plastice pictoriței Maria Keil.

### Extindere și reabilitare
Conform proiectului inițial, peroanele stației, având o lungime de 75 m, nu permiteau îmbarcarea normală decât în ramele de metrou cu 4 vagoane. Pentru cele cu 6 vagoane era necesară folosirea tehnologiei de deschidere selectivă a ușilor. În februarie 2017, compania Metroul din Lisabona a lansat o licitație publică vizând extinderea stației, implicit a peroanelor, la 105 m, pentru a permite îmbarcarea normală pe toate ușile în ramele cu 6 vagoane.
Stația a fost închisă pe 19 iulie 2017, pentru a permite începerea lucrărilor de extindere și de reabilitare a atriumurilor de nord și de sud. Costul lucrărilor este estimat la 7,5 milioane de euro, iar redeschiderea este prevăzută pentru anul 2021. Pe toată perioada lucrărilor garniturile de metrou tranzitează stația, dar nu opresc.

## Legături

### Autobuze orășenești

#### Carris
- 206 Cais do Sodré ⇄ Senhor Roubado (Metro) (morning service)
- 208 Cais do Sodré ⇄ Estação Oriente (Interface) (morning service)
- 706 Cais do Sodré ⇄ Estação Santa Apolónia
- 708 Martim Moniz ⇄ Parque das Nações Norte
- 717 Praça do Chile ⇄ Fetais
- 718 ISEL ⇄ Al. Afonso Henriques
- 735 Cais do Sodré ⇄ Hospital Santa Maria
- 742 Bairro Madre Deus (Escola) ⇄ Casalinho da Ajuda
- 797 Sapadores - Circulação[7]

#### Aerobus
- Linha 1 Aeroporto ⇄ Cais do Sodré[8]